# Villa Compoint
La villa Compoint est une voie du 17e arrondissement de Paris, en France.

## Situation et accès
La villa Compoint est une voie publique située dans le 17e arrondissement de Paris. Elle débute au 38, rue Guy-Môquet et se termine en impasse. Au fond de la villa, au 20, se trouve l'hôpital de jour Compoint, rattaché à l'école élémentaire située 19, rue du Capitaine-Lagache.

## Origine du nom
Elle tire son nom du propriétaire des terrains avoisinants.

## Historique
Anciennement nommée « impasse Compoint », elle a été renommée « villa Compoint » par arrêté municipal du 1er juillet 1994.

## Bâtiments remarquables et lieux de mémoire
- Hô Chi Minh, futur dirigeant du Viêt Nam, résida au 9 de la rue en 1921.
- Maurice Tourneur (1876-1961) y est né.